# 90564 Маркджаник
90564 Маркджаник (90564 Markjarnyk) — астероїд головного поясу, відкритий 12 квітня 2004 року.
Тіссеранів параметр щодо Юпітера — 3,079.